# Migración de insectos

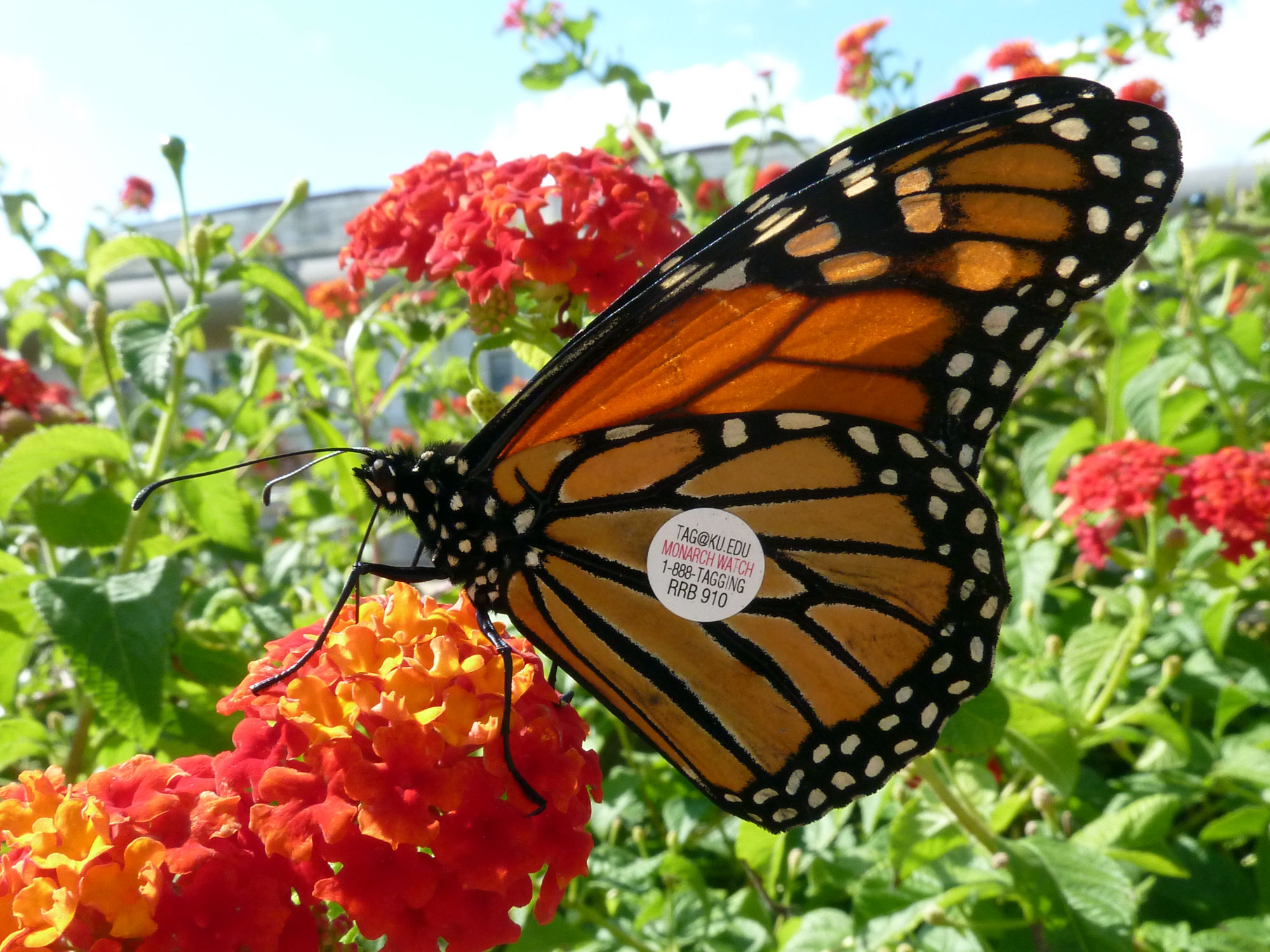
Mariposa monarca con etiqueta para monitorear su migración

Migración de la mariposa monarca

La migración de los insectos consiste en los viajes realizados por muchas especies de insectos, especialmente especies de libélulas, langostas, escarabajos y mariposas y polillas. Todos los casos de insectos migratorios son insectos alados. Las distancias varían considerablemente en diversos casos. Generalmente incluyen más de una generación. En esto difieren de la migración de las aves.

## Tipos de migración de insectos
Algunos insectos migran en forma predecible, mientras otros lo hacen solo a veces, según las condiciones ambientales u otras variables. Existen los siguientes tipos de migraciones:

### Migración estacional
La migración estacional ocurre con el cambio de estaciones. Un ejemplo es la mariposa monarca de Norteamérica. Otros ejemplos son las mariposas almirante rojo y esfinge colibrí y la mosca europea Episyrphus balteatus.

### Migración reproductiva
La migración desde o hacia los lugares de reproducción. Ciertos mosquitos de marismas (Aedes spp.) emigran de sus lugares de apareamiento después de emerger como adultos.

### Migración irruptiva
Es la migración que ocurre en forma imprevista y que puede involucrar toda la población o solo parte de ella. Algunas especies de Vanessa son ejemplos. Esta migración puede estar asociada con ciertos años de El Niño.

### Migración nomádica
Migración que incluye movimientos progresivos alejándose del área habitual de residencia, sin ir a una localidad específica. Muchas especies de langostas tienden a ser nomádicas.
La mayoría de las migraciones tienen lugar de norte a sur, pero no todas. Hay insectos que emigran a mayores altitudes, en vez de latitudes para aprovechar recursos efímeros.

## Orientación y navegación
Generalmente las migraciones se caracterizan por tener un destino bien determinado, lo cual requiere navegación y orientación. Un insecto migrante tiene que hacer correcciones para compensar la acción de los vientos. Está comprobado que muchos insectos migratorios perciben la velocidad y dirección del viento y hacen las correcciones necesarias. Los insectos que vuelan durante el día usan el sol para orientarse, lo cual requiere compensar por los movimientos del sol. Se han propuesto mecanismos endógenos de compensación del horario y se los ha investigado por medio de experimentos con mariposas capturadas y puestas en libertad después de ser sometidas a horas de oscuridad; después se observa la dirección que adoptan. Algunas especies hacen correcciones, mientras otras no parecen ser capaces de hacerlo.
La mayoría de los insectos perciben la luz polarizada y pueden usar este sentido cuando el sol no está ocultado por las nubes. Los mecanismos de orientación de las mariposas nocturnas y otros insectos migratorios no están bien estudiados, sin embargo se ha sugerido que puedan usar señales magnéticas en distancias cortas.
Estudios recientes sugieren que las mariposas pueden ser sensibles al campo magnético de la Tierra porque poseen partículas magnéticas. En un experimento en la mariposa monarca se comprobó que un imán podía alterar la dirección de su vuelo inicial. Sin embargo no había una demostración marcada, ya que la dirección general del vuelo no estaba afectada por este tratamiento.
Muchas especies de insectos migratorios presentan polimorfismo, es decir que la generación migratoria difiere de la estacionaria. Suelen tener alas más largas y poderosas. En las langostas migratorias estos dos tipos están bien diferenciados.

## Evolución de la migración de insectos
La necesidad de colonizar nuevos hábitas es una fuerza selectiva primaria de la migración de insectos debido a que a menudo los recursos necesarios para crecimiento y reproducción son efímeros. Sin embargo, la capacidad de volar y la migración misma reducen el éxito reproductivo. Así, la aptitud biológica a largo plazo y la aptitud a corto plazo están balanceadas. Por eso las variaciones en la capacidad de migrar subsisten en una población. La migración es el resultado de un conjunto de caracteres funcionales (con componentes larvarios y adultos) conectados que llevan el nombre de síndrome de migración.
Existe variación genética de todos los componentes del síndrome migratorio y la selección de migración resulta en cambios en la frecuencia de expresión de estos componentes, lo cual se puede analizar con los métodos matemáticos de genética cuantitativa. Un ejemplo es la evolución del dimorfismo del ala del grillo  Gryllus firmus y del bicho de las asclepias Oncopeltus fasciatus. Esto se está investigando por varios autores, como Dingle et al., 1996 y otros.

Mapa de distribución de Macroglossum stellatarum (esfinge colibrí) mostrando su migración anual. Azul, verano; verde, todo el año; amarillo, invierno

## Lepidoptera

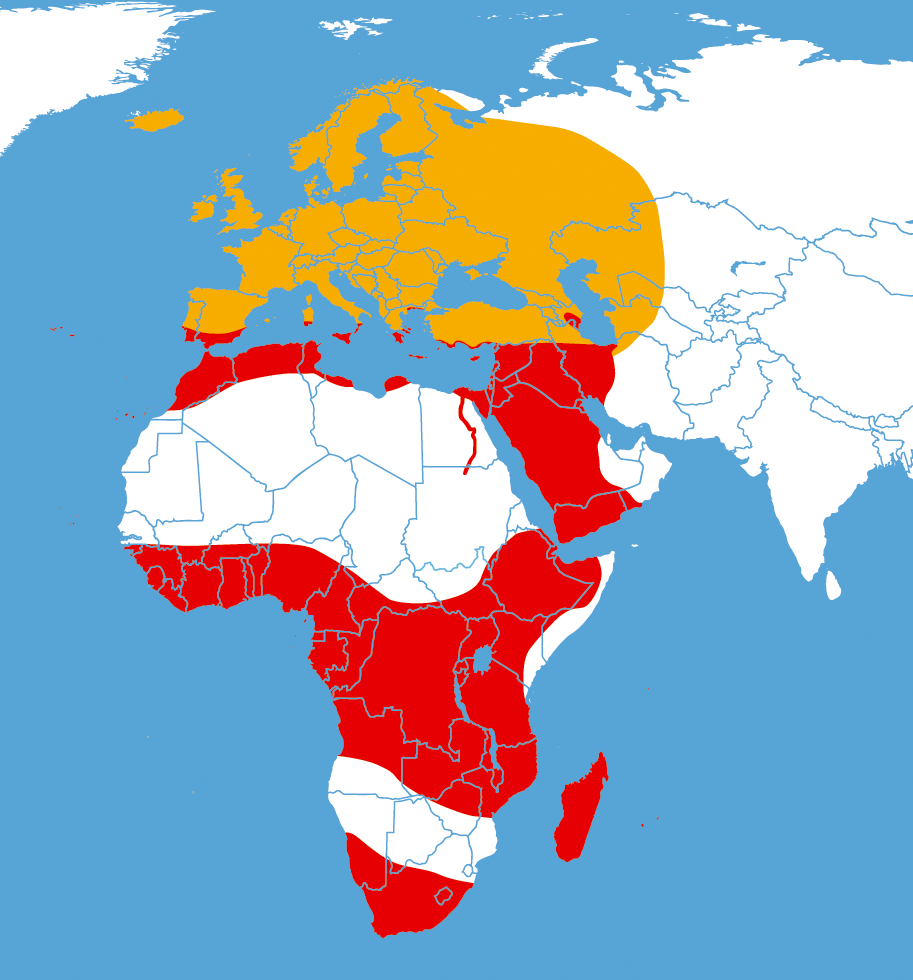
Mapa de distribución de Acherontia atropos. Rojo, todo el año. Naranja, verano.

- La esfinge colibrí (Macroglossum stellatarum) emigra todos los años desde África y el sur de Asia hasta Europa y el norte de Asia.
- La mariposa monarca (Danaus plexippus) efectúa viajes cuya duración excede la de la vida de cualquier mariposa (los adultos de varias generaciones viven dos a seis semanas pero los de la generación de invierno viven varios meses). La manera en que la especie es capaz de volver a los mismos sitios de invernada tras varias generaciones aún se investiga; los patrones de vuelo son heredados, basados en una mezcla de ritmos circadianos y la posición del sol en el cielo. Es uno de los pocos insectos que logra realizar travesías transatlánticas. Unas cuantas mariposas monarca llegan al suroeste de la Gran Bretaña y a España en los años de vientos favorables.[15]
- Igualmente en el almirante rojo o Vanessa atalanta, ningún individuo completa la migración entera. Las mariposas se reproducen por el camino y sucesivas generaciones completan las etapas del viaje.[16]
- La vanesa de los cardos (Vanessa cardui) tiene una migración de  15 000 km desde Gran Bretaña y Suecia hasta África occidental que requiere hasta seis generaciones.[17]
- Colias croceus emigra desde Europa y Siberia al norte de África y sur de Asia.[18][19][20][21]
- La palomilla de la col o del repollo (Plutella xylostella) es migratoria. Sus movimientos han sido estudiados en China.[22][23]
- La polilla australiana, Agrotis infusa, tiene migraciones anuales. A veces en grandes números que invaden ciudades como  Canberra, Melbourne y Sídney.
- Algunos otros ejemplos son: Agraulis vanillae, Autographa gamma, Daphnis nerii, Heliconius charithonia, Helicoverpa zea, Junonia coenia, Hyles livornica, Trichoplusia ni, Urbanus proteus y otras.

## Orthoptera

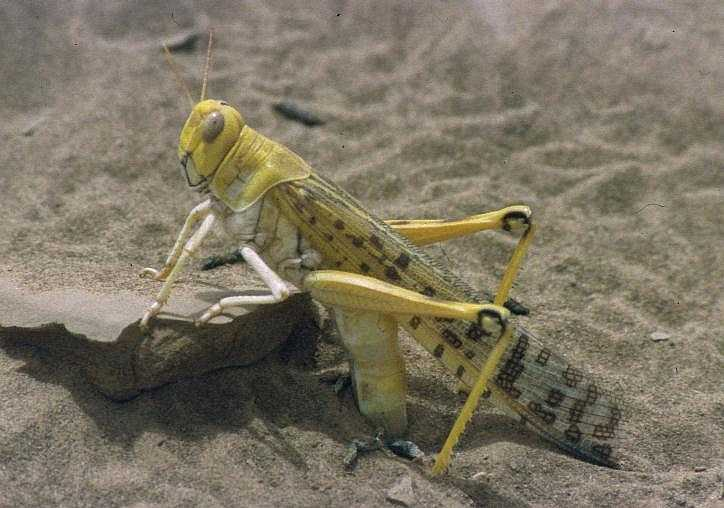
La langosta del desierto (Schistocerca gregaria) realiza migraciones estacionales

Las langostas o saltamontes a veces forman bandadas que efectúan largos vuelos. Estos pueden ser irregulares, dependiendo de la disponibilidad de recursos y así no son migraciones típicas. Sin embargo la langosta del desierto (Schistocerca gregaria) tiene vuelos estacionales en partes de África; en casos excepcionales recorre grandes distancias, como en 1998 cuando inmensas bandadas cruzaron el océano Atlántico.
Otros ejemplos son la langosta voladora de Sudamérica y la langosta migratoria de Europa, África, Asia y Australia.

## Odonata

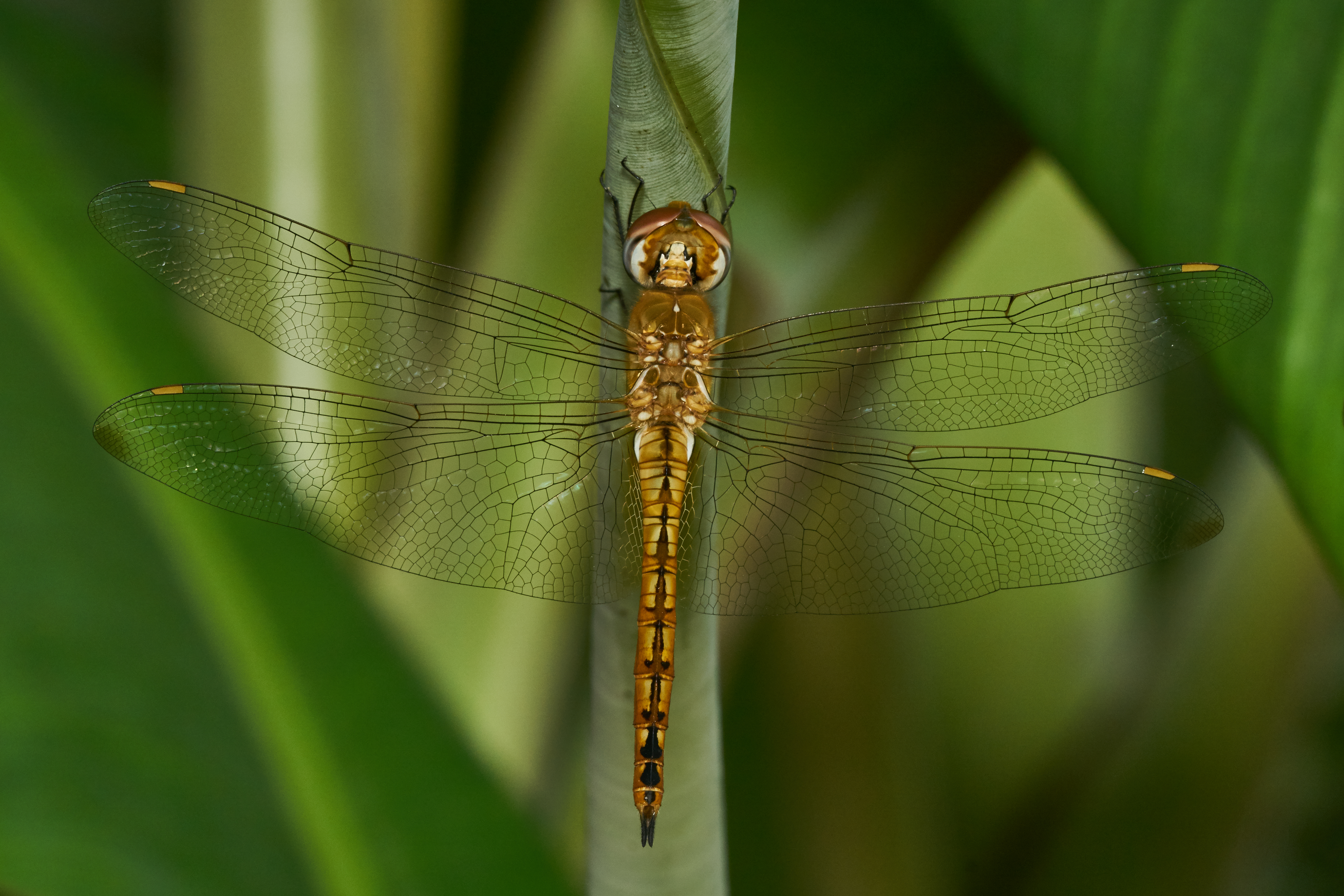
La libélula Pantala flavescens es considerada como el insecto con las migraciones más largas del mundo

Las libélulas son los insectos migratorios que cubren las mayores distancias. Muchas especies de Anax, Libellula, Sympetrum y Pantala son bien conocidos por sus migraciones masivas. Se cree que Pantala flavescens realiza las migraciones oceánicas más largas entre los insectos. Vuela de la India a África. A menudo los vientos facilitan sus migraciones. Se piensa que entre 25 y 50 especies, de un total de 5 000 especies de Odonata son migratorias, pero es posible que haya más de 100 especies migratorias.

## Coleoptera
Las mariquitas o coccinélidos, como Hippodamia convergens, Adalia bipunctata y Coccinella septempunctata se congregan en grandes números en ciertos lugares. Se considera que se trata de sitios de invernación.

## Hemiptera
Muchos miembros de Hemiptera son migratorios. Entre ellos áfidos como Schizaphis graminum y Aphis fabae. También miembros de la familia Lygaeidae como Oncopeltus fasciatus y cicadélidos como Empoasca fabae y miembros de las familias Delphacidae y Aphrophoridae.

## Diptera
Episyrphus balteatus es una mosca sírfida que realiza migraciones anuales del sur al norte de Europa y de regreso. En Estados Unidos se han estudiado los movimientos migratorios de Eristalis tenax y otras especies de moscas sírfidas. La migración de Metasyrphus corollae ha sido estudiada en Suecia.

## Agricultura
El conocimiento de la migración de ciertas plagas es importante para la agricultura.

La Organización de las Naciones Unidas para la Alimentación y la Agricultura (FAO) tiene programas para prevenir el impacto de plagas migratorias, especialmente de las distintas especies de langostas migratorias y otros insectos plagas como Cicadellidae.
Las poblaciones de langostas están siendo constantemente observadas ya que las plagas pueden ser devastadoras. Su control es, en principio, responsabilidad de los ministerios de agricultura de los países potencialmente afectados por plagas. La FAO proporciona información de la situación de las poblaciones de langostas a todos los países interesados y emite avisos y pronósticos del riesgo del desarrollo de plagas.